# Clitoria glaberrima
Clitoria glaberrima är en ärtväxtart som beskrevs av Henri François Pittier. Clitoria glaberrima ingår i släktet Clitoria, och familjen ärtväxter. Inga underarter finns listade i Catalogue of Life.